# St Olave Hart Street

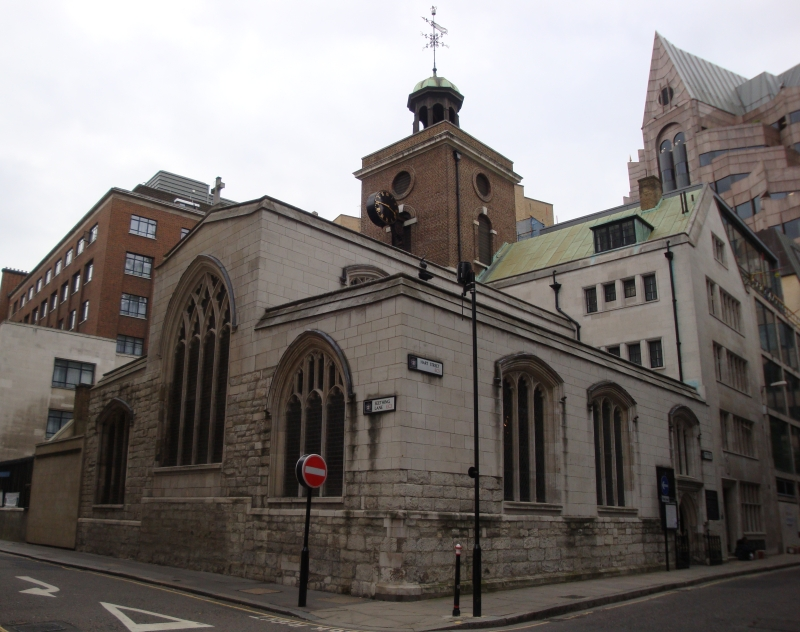
St. Olave Hart Street von der Straße aus gesehen

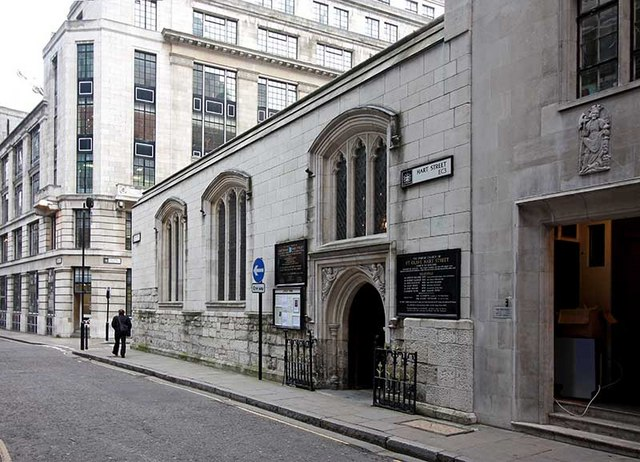
Seitenansicht

St Olave Hart Street ist eine anglikanische Kirche in der City of London. Die 1450 gebaute Kirche ist eine der wenigen Kirchen, die den Großen Brand von London 1666 überstanden, wurde aber im London Blitz von der deutschen Luftwaffe schwer beschädigt.
Die im Perpendicular Style gestaltete Kirche ist Ward-Kirche des Tower Wards in der City of London. Ihre Gemeinde gehört der Church of England an. Die Kirche war „Hauskirche“ von Samuel Pepys, der auch dort begraben ist, als auch von König Haakon VII. von Norwegen, der hier in der Zeit der deutschen Besatzung Norwegens im Zweiten Weltkrieg zur Kirche ging.

## Geschichte
St Olave ist seit dem IRA-Bombenanschlag auf St Ethelburga’s Bishopsgate im Jahr 1993 die kleinste der noch erhaltenen mittelalterlichen Kirchen Englands.
Erste Erwähnungen einer Kirche an dieser Stelle stammen aus dem späten 12. Jahrhundert. Ihre Widmung nach dem norwegischen König Olav II. Haraldsson lässt auf die Anwesenheit skandinavischer Händler in der Gegend zu dieser Zeit schließen. Im 15. Jahrhundert finanzierten die Kürschner Robert und Richard Celys einen Neuaufbau der Kirche.
St Olave war die Zunftkirche der Worshipful Company of Ironmongers und der Worshipful Company of Clothworkers. An Trinitatis besuchten die Mitglieder der Brüder von Trinity House den Gottesdienst in der Kirche. Nach ihrer Freilassung aus dem Tower of London feierte die zukünftige Königin Elisabeth I. hier 1554 den Erntedankgottesdienst. 290 Jahre lang feierte fortan die Gemeinde am Jahrestag der Freilassung einen Dankesgottesdienst.
Eine enge Verbindung hat die Kirche zu Samuel Pepys, der sie in seinem Tagebuch über 250-mal erwähnt. Pepys arbeitete und wohnte direkt nebenan im Naval Office und bezeichnete die Kirche als „unsere Kirche“ und den Vikar als „unseren Vikar“. Ebenso wie seine Frau Elisabeth Pepys ist er in der Kirche begraben. Die Straße, die vom ehemaligen Naval Office zur Kirche führt, heißt Pepys Street.
Beim Ausbruch der Pest in London im Jahr 1665 wurden allein auf dem kleinen Kirchhof von St Olave 365 Todesopfer begraben, angeblich auch Mary Ramsey, die Frau, die die Pest nach London gebracht haben soll.
Im Zweiten Weltkrieg wurde die Kirche mehrfach von Bomben getroffen. Im September 1940 zerstörte eine Bombenexplosion nahe der Kirche ihre Fenster. Ein direkter Treffer am 17. April 1941 zerstörte große Teile der Inneneinrichtung und ließ Nord- und Ostwand instabil werden. Eine Brandbombe vom 11. Mai des Jahres ließ den Kirchturm ausbrennen, wobei die acht Kirchenglocken schmolzen. Die Restaurierung dauerte von 1951 bis April 1954.

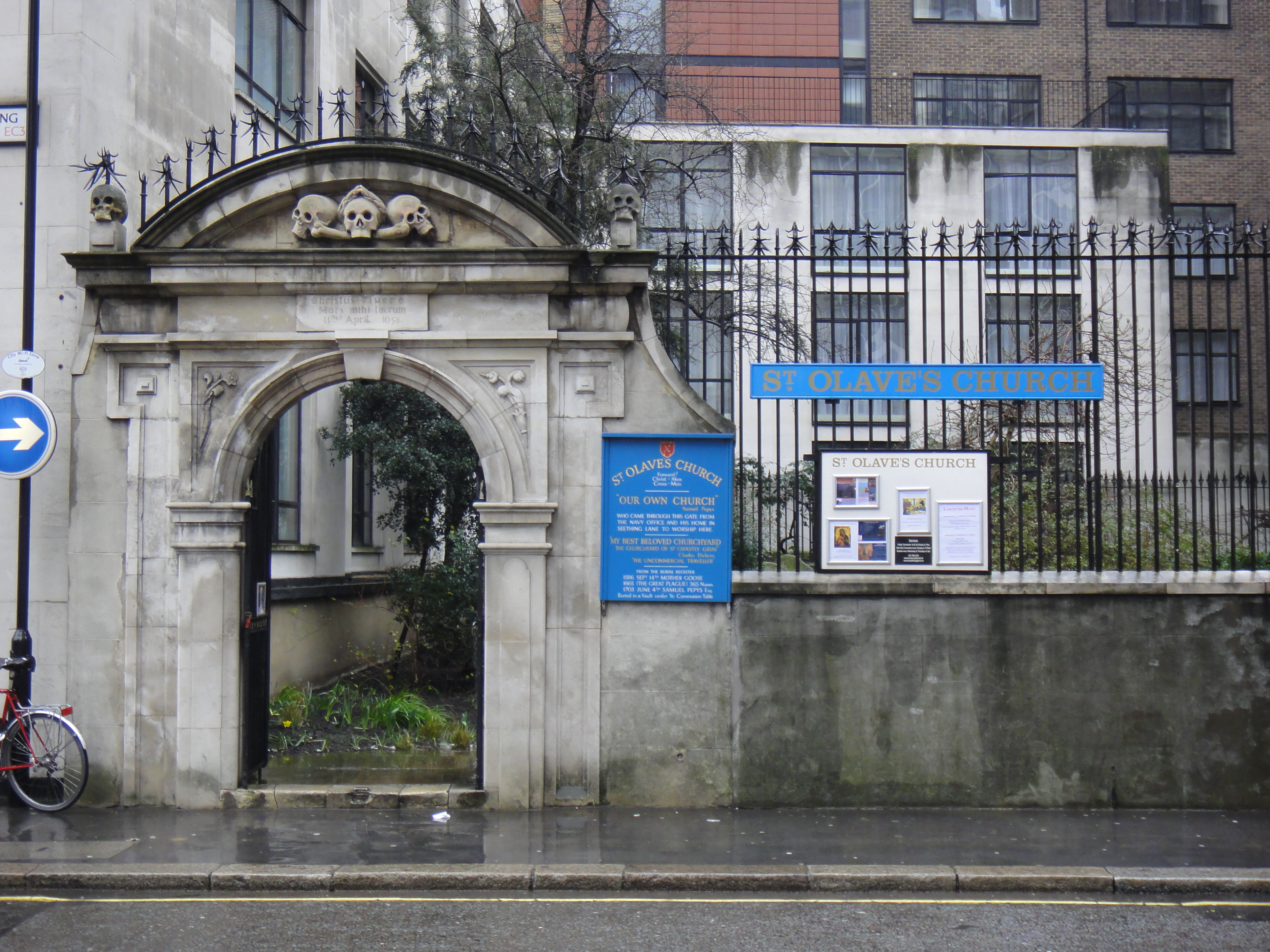
Hofmauer mit Eingang, der Charles Dickens dazu bewog, die Kirche St Ghastly Grim zu nennen

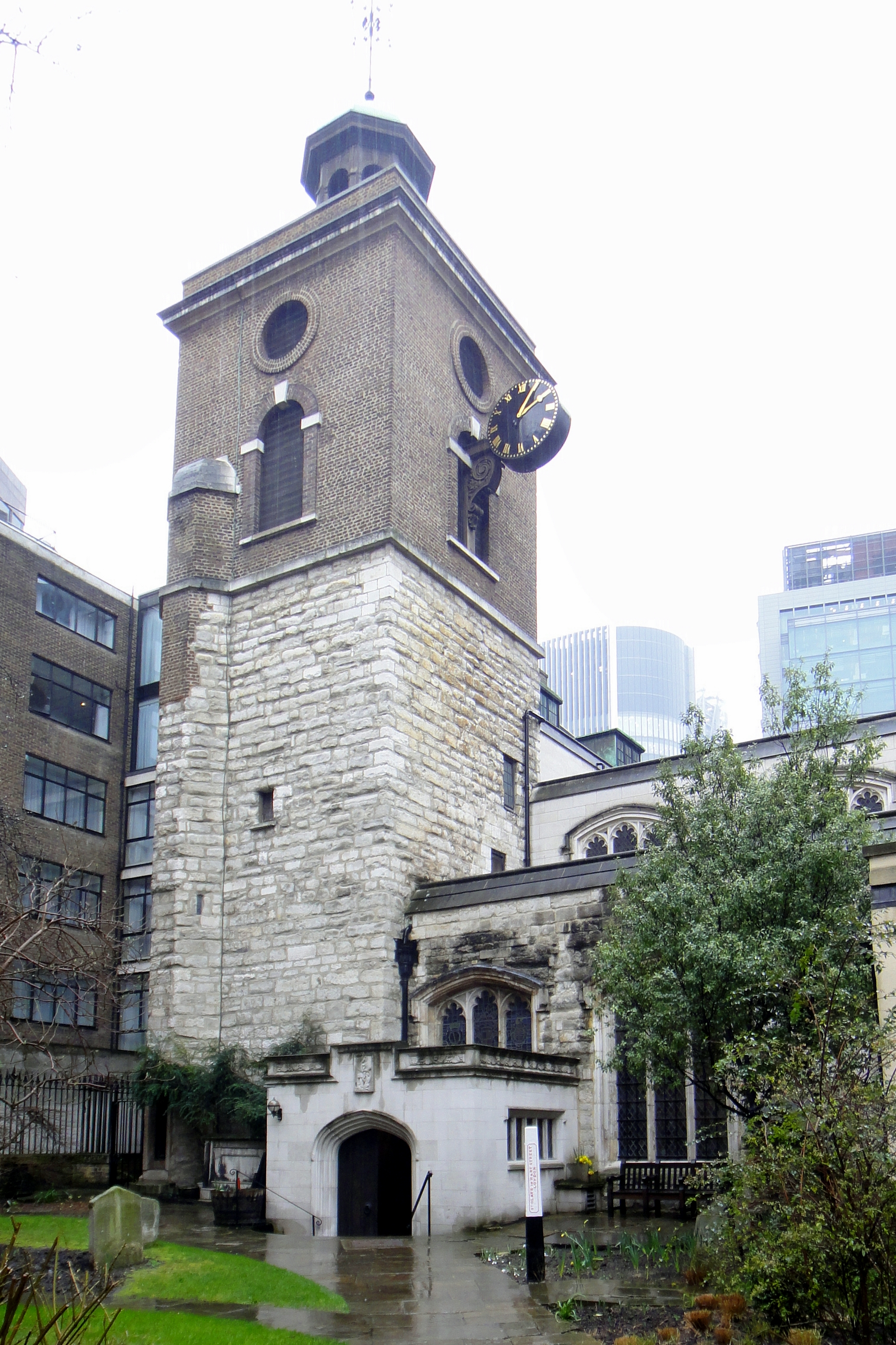
Blick auf den Turm

Die vom Namensgeber ausgehende Verbindung nach Norwegen lebte im Zweiten Weltkrieg wieder auf. Als König Haakon VII. vor den deutschen Besatzern nach England geflohen war, besuchte er die Gottesdienste in St Olave, solange die Kirche noch benutzbar war. Nach dem Krieg und der Nachkriegsrestaurierung legte Haakon VII. den „King’s Stone“, den Grundstein der Restaurierung in der Kirche; der Bischof von Trondheim legte daneben ein Steinfragment aus Olafs Heiligengruft im Trondheimer Nidarosdom nieder.

## Architektur

### Umgebung und Kirchhof
Die Kirche liegt an der Ecke Hart Street und Seething Lane in der Tower Ward im Südosten der City of London. Sie ist heute von zahlreichen Bürohochbauten des 20. Jahrhunderts umgeben. Im Süden der Kirche liegt ein Kirchhof, den Mauern und die umliegenden Gebäude vom Lärm der City abschirmen. Eine zentrale große Linde beschattet eine Grünfläche, auf der auch noch einige Grabsteine stehen. Die Ostfenster an den Kirchenschiffen sind aus dem 15. und 16. Jahrhundert, während das Hauptfenster im Osten deutlich die geschmacklichen Spuren seiner Restaurierung im 19. Jahrhundert zeigt.
Der Haupteingang der Kirche liegt in der Hart Street. Das heutige Straßenniveau liegt dabei ein gutes Stück über dem historischen Level, auf dem sich die Kirche befindet.
Den Zugang zum Hof von der Seething Lane ermöglicht ein Torbogen von 1658, den Hendrik de Keyser im zeittypischen Stil entworfen hat: Der Bogen ist durchgängig mit Totenköpfen und Knochen geschmückt. Auf den Totenköpfen befinden sich Eisenspitzen. Das Tor machte etwa auf Charles Dickens einen solchen Eindruck, dass er deshalb die Kirche in seinem Buch The Uncommercial Traveller als St Ghastly Grim bezeichnete.

### Fassade und Turm
Kirchenschiffe und Basis des Turms stammen aus dem 15. Jahrhundert, als das bestehende Kirchengebäude fast vollständig neu gebaut wurde. Die Schiffe nehmen die gesamte Länge der Kirche ein; das heißt, es gibt keinen von außen sichtbaren Chor. Die Wände bestehen überwiegend aus Kalkstein, wobei besonders im Osten noch viel älteres Mauerwerk sichtbar ist.
Der Kirchturm wird im Südwesten durch ein kleines Türmchen ergänzt, in dem sich das Treppenhaus befindet. Die oberen Stockwerke des Turms erbaute John Widdows 1732 im Barockstil. Auf allen vier Seiten des Turmes gibt es Öffnungen nach außen mit Rundbögen, über denen sich je eine kleinere runde Öffnung befindet. Die achteckige Laterne auf dem Turm ist eine hölzerne Rekonstruktion des früheren Modells aus der Nachkriegszeit. Über dem Turm wehen an zwei Masten die Fahne des Vereinigten Königreichs und die Fahne Norwegens.
Im Südosten an der Seething Lane liegt eine kleine Sakristei aus Backstein, die aus den Jahren 1661 bis 1662 stammt. Dort befand sich ein gleichzeitig gebauter Zugang für die Verwaltung der Royal Navy in der Seething Lane. Dieser wurde 1853 abgerissen.
Das eigentliche Kirchengebäude hat ein Hauptschiff und zwei Seitenschiffe auf einer nahezu quadratischen Grundfläche von 16,5 Metern Kantenlänge; nur die Ostwand passt nicht zu dieser Geometrie, indem sie nach Süden schräg zuläuft.
Der Obergaden wurde nach einem Entwurf von E.B. Gladfield nach der Zerstörung 1941 in den Jahren 1951 bis 1954 wieder aufgebaut. Von ihm stammt auch die robuste Brüstung und der niedrige Eingangsbereich zur Hofseite des Kirchturms. Ebenso stammt das Dach aus der Nachkriegszeit, eine Nachbildung des Originaldachs aus dem 15. oder 17. Jahrhundert.

### Innenraum

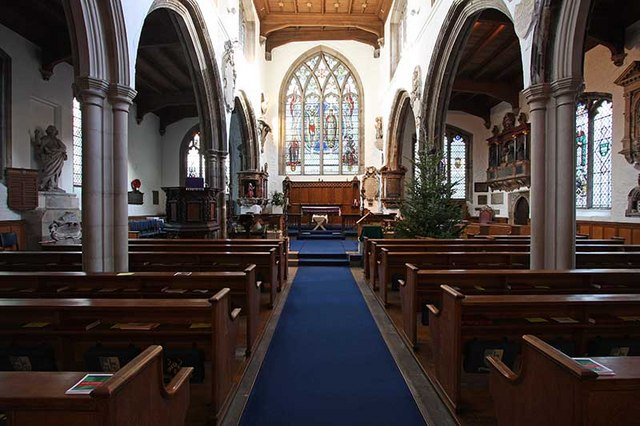
Blick durch den Innenraum

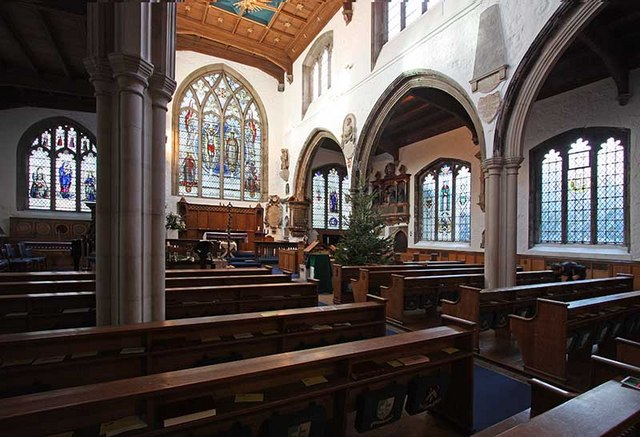
Altarraum

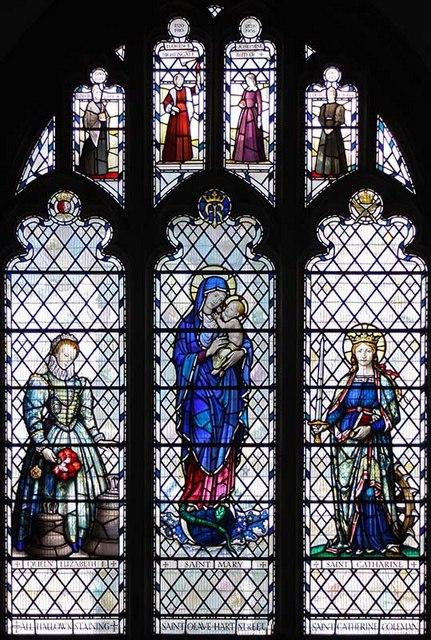
Fenster

Die zweigeteilte Krypta liegt unter dem westlichen Hauptschiff und stammt noch von einem Vorgängerbau aus dem Jahr 1270. Ihr Kreuzrippengewölbe hat im Westen den Rahmen eines Lanzettfensters, was zeigt, dass sie zu ihrer Entstehungszeit teilweise oberirdisch lag. In der Krypta liegt ein Brunnen, der vermutlich schon existierte, bevor die Kirche so weit nach Westen erweitert wurde, dass der Brunnen dann in den Kirchenbau integriert wurde.
Durch die deutschen Bomben im London Blitz wurde ein Großteil des Innenraums zerstört. Die heutige schlichte Innenausstattung aus der Nachkriegszeit stammt vom Architekten E. B. Glanfield, dem es laut Pevsner gelang, Alter und Intimität der Kirche aufrechtzuerhalten.
Die Westwand des Hauptschiffes hinter der Orgel stammt noch aus dem 13. Jahrhundert, ebenso ein Stück Mauer an der Nordwand, das sich an dieses anschließt. Die Seitenschiffe orientieren sich stilistisch am 13. Jahrhundert, stammen aus dem 15. und 16. Jahrhundert und wurden zum Teil zwischen 1951 und 1954 wiederaufgebaut.

### Ausstattung
Aufgrund der Zerstörungen durch deutsche Bombeneinschläge mussten viele Einrichtungsgegenstände nach dem Zweiten Weltkrieg aus anderen Kirchen geholt oder neu angefertigt werden. Eine wichtige Quelle war die Kirche All Hallows Staining, nach deren Abriss 1870 Teile der Inneneinrichtung nach St Olave gebracht wurden. Einige wichtige Einrichtungsgegenstände überstanden den Krieg in sicheren Lagern. So war beispielsweise die Statue von Elizabeth Pepys in der Gruft der St Paul’s Cathedral eingelagert.
Die 1685 gefertigte sechseckige Kanzel stammt ursprünglich aus Christopher Wrens Kirche St Benet Gracechurch, die nicht mehr existiert. Die Kommunionbank stammt ebenfalls aus dem späten 17. Jahrhundert und wird von hockenden Löwen gestützt.
Aus der Nachkriegszeit stammt das Altarretabel aus Eichenholz von Glanfield und die Orgel der John Compton Organ Co. Die getönten Glasfenster stammen von Arthur Buss (1954, Ostseite, Jesus und die Apostel) und John Hayward (1970, Heraldik).
Trotz einiger Verluste durch die Bombardierung beherbergt St Olave eine besonders reichhaltige Sammlung an Denkmälern aus dem 16. und 17. Jahrhundert. Die meisten davon wurden für St Olave gefertigt, aber es sind auch Exemplare aus All Hallows Staining und der 1926 abgerissenen Kirche St Katharine Coleman dabei. Zu den eindrucksvollen Stücken gehören die Statuen von Königin Elisabeth I. und von Elisabeth Pepys, die mit der Kirche verbunden waren. Pepys’ Marmorstatue von John Bushnell schaut dabei direkt auf die Galerie für die Angehörigen des Navy Office, auf der ihr Mann an den Gottesdiensten teilnahm.

#### Orgel
Die Orgel wurde 1954 von der Orgelbaufirma John Compton (London) erbaut und 1957 um drei Register erweitert. 1991 wurde das Instrument durch den Orgelbauer Michael Mason überarbeitet. Das Instrument hat 43 Register auf drei Manualen und Pedal. Die Spiel- und Registertrakturen sind elektrisch.
| I Choir Organ C–c4 |     |
| Contra Salicional  | 16′ |
| Second Diapason    | 8′  |
| Viola              | 8′  |
| Harmonic Flute     | 8′  |
| Salicional         | 8′  |
| Vox Angelica       | 8′  |
| Harmonic Flute     | 4′  |
| Salicet            | 4′  |
| Salicetina         | 2′  |
| Acuta II           |     |
| Trumpet            | 8′  |
| Clarion            | 4′  |

| II Great Organ C–c4 |       |
| Sub Diapason        | 16′   |
| First Diapason      | 8′    |
| Second Diapason     | 8′    |
| Stopped Flute       | 8′    |
| Salicional          | 8′    |
| Principal           | 4′    |
| Stopped Flute       | 4′    |
| Twelfth             | 2 ⁄3′ |
| Fifteenth           | 2′    |
| Mixture III         |       |

| III Swell Organ C–c4 |       |
| Contra Viola         | 16′   |
| Viola                | 8′    |
| Harmonic Flute       | 8′    |
| Octave Viola         | 4′    |
| Harmonic Flute       | 4′    |
| Nazard               | 2 ⁄3′ |
| Piccolo              | 2′    |
| Cymbale III          |       |
| Contra Hautboy       | 16′   |
| Trumpet              | 8′    |
| Hautboy              | 8′    |
| Clarion              | 4′    |
| Tremulant            |       |

| Pedal C–g1 |     |
| Subbass    | 32′ |
| Open Bass  | 16′ |
| Subbass    | 16′ |
| Echo Bass  | 16′ |
| Salicional | 8′  |
| Flute      | 8′  |
| Flute      | 4′  |
| Trombone   | 16′ |
| Trumpet    | 8′  |

#### Glocken
Die Kirchenglocken wurden aus dem Material der alten geschmolzenen Glocken in der Whitechapel Bell Foundry hergestellt, derselben Werkstatt, aus der schon die Originale im 17. Jahrhundert gekommen waren.